# Абд ел-Крим
Абд ел-Керим (на арабски: محمد بن عبد الكريم الخطابي; р. ок. 1881 г., Адждир (дн. област Таза – Хосейма – Таунат, Мароко) – 6 февруари 1963 г., Кайро, Египет) е политически и държавен деец на Мароко.
През 1921 – 1926 г. оглавява националноосвободителната борба на рифските племена срещу испанските и френските колонизатори. От 1921 г. е президент на Рифската република – военно-политическо обединение на 12 племена. Пленен е от французите през 1926 г. и е заточен на остров Реюнион до 1947 г. Срещу обещание да прекрати политическата си дейност е освободен, но избягва в Египет, където се заселва.
Неговите партизански тактики вдъхновяват Хо Ши Мин, Мао Дзъдун и Че Гевара.